# کیو یونگ سان
کیو یونگ سان (انگلیسی: Keoyoung Sun) یک کشتی حمل مایعات ساخته شده در سال ۱۹۹۶ میلادی در کره جنوبی بود که در سال ۲۰۲۴ میلادی غرق شد.